# Лушка жупа
Лушка жупа (Lusca) је спадала у језерске жупе средњовјековне Дукље (Зете) мада није приобална жупа Скадарског језера. Међутим, преко равне Подлушке жупе гравитирала је према језеру. Налазила се између ријека Морачеи Ситнице (данашње Љешкопоље). Мање поље на лијевој обали Матице и данас се зове Лужнице, па је вјероватно и оно припадало овој жупи. Веље и Мало брдо чине границу жупе према Пиперима. Претпоставља се да је најнасељенија била у предјелу данашњег села Лужане (југоисточно, испод Вељег брда). Изнад овог села, у Вељем брду, налазе се рушевине утврђења Црвене Стијене. По локално сачуваној традицији, ту су, прије доласка словена, живјели несловенски Шпањи, а постојао је и двор бана Лужанина, као и црква посвећена св. Макабеју (култ непознат осталом словенском становништву). Лушка жупа (назив потиче од ријечи: луг) помиње се као област (Lusca или Luscha giopa) 1318. године, а у XV вијеку њени становници се спомињу као Лужани (Luxeni или Luxani).